# Hà Ngọc Diễm
Hà Ngọc Diễm là thành viên của Đội tuyển bóng chuyền nữ quốc gia Việt Nam, Chủ công cao 1m77 này có sức bật đà tới 3m10 – một kỷ lục của bóng chuyền nữ. Sau 13 năm góp sức cho bóng chuyền Vĩnh Long và 6 năm góp sức cho Tuyển Quốc Gia thì cô đã chính thức giải nghệ.